# Usina Hidrelétrica de Jaguara
A Usina Hidrelétrica Jaguara é uma usina hidrelétrica localizada na divisa dos estados de Minas Gerais e São Paulo, entre os municípios de Sacramento, em Minas Gerais e Rifaina, no estado de São Paulo.

## Características
A usina opera com 4 turbinas, com potência instalada de 424 MW, a partir de um desnível máximo de 44,1 m. seu comprimento total é de 438,00 m e a altura máxima é de 71 m. O volume útil do reservatório é 90,00 milhões de metros cúbicos. A companhia que administra a usina é a empresa francesa Engie, após fim do contrato de concessão da CEMIG, que administrava a usina anteriormente.
É considerada uma usina hidrelétrica a fio d'água.